# 639
639 (DCXXXIX na numeração romana) foi um ano comum do século VII, do Calendário Juliano, da Era de Cristo, teve início e fim em uma Sexta-feira, com a letra dominical C. Segundo o horóscopo chinês, foi o ano do Porco.
| ano completo                       |
| ---------------------------------- |
| Ano comum com início à sexta-feira |

## Eventos
- Clóvis II sucede a Dagoberto I como rei dos Francos
- Entrada do exército árabe do califa ortodoxo Omar no Egito.

## Mortes
- Quintila - rei visigótico
- Abu Ubaidá ibne Aljarrá - general árabe, companheiro (sahaba) de Maomé (n. 581 ou 583). Não há certeza se morreu em 639 ou 638.
- Xurabil ibne Haçana, general árabe, companheiro (sahaba) de Maomé (n. 583)